# Есентерек
Есентерек (каз. Есентерек) — село в Актогайском районе Павлодарской области Казахстана. Входит в состав Караобинского сельского округа. Код КАТО — 553243200.

## Население
В 1999 году население села составляло 252 человека (128 мужчин и 124 женщины). По данным переписи 2009 года, в селе проживало 83 человека (40 мужчин и 43 женщины).